# Longing
"Longing" é uma canção de balada da banda X Japan, escrita por Yoshiki. A canção foi lançada em diversas versões diferentes, mais notavelmente nos singles "Longing ~Togireta Melody~" (Longing ～跡切れた Melody～) e  "Longing ~Setsubou no Yoru~" (Longing ～切望の夜～). O primeiro, décimo primeiro single do grupo, foi lançado em 1 de agosto de 1995 e alcançou o primeiro lugar na parada da Oricon. O segundo foi lançado como single seguinte em 11 de dezembro de 1995, alcançando o quinto lugar na parada.

## Faixas
Todas as faixas escritas e compostas por Yoshiki.

### Versão "Togireta Melody"
| N.º | Título                                                                                  | Duração |  |
| 1.  | "Longing ~Togireta Melody~ (Longing ～跡切れた Melody～)"                               | 7:45    |  |
| 2.  | "Longing ~Togireta Melody~ (versão karaokê)" (Longing ～跡切れた～ (Original Karaoke))" | 7:40    |  |

### Versão "Setsubou no Yoru"
| N.º | Título                                                                                     | Duração |  |
| 1.  | "Longing ~Setsubou no Yoru~" (Longing ～切望の夜～)"                                       | 4:59    |  |
| 2.  | "Longing ~Setsubou no Yoru~ (Original Karaoke)" (Longing ～切望の夜～ (Original Karaoke))" | 5:28    |  |
| 3.  | "Longing ~Setsubou no Yoru~ (The Poem)" (Longing ～切望の夜～ (The Poem))"                 | 4:57    |  |